# خوسيه مانويل روخاس
خوسيه مانويل روخاس باهامونديس الشهير باسم بيبي (بالإسبانية: José Manuel Rojas Bahamondes)‏ (ولد في 23 يونيو 1983 في تالاجانت) لاعب كرة قدم دولي تشيلي يلعب حاليا لصالح نادي يونيفرسيداد تشيلي في خط الدفاع منذ 2003.